# Insta Lova
Insta Lova è un singolo dei rapper italiani Marracash e Guè, pubblicato il 15 luglio 2016 come secondo estratto dall'album in studio Santeria.

## Descrizione
Insta Lova è un brano pop rap influenzato dalla disco, dal reggae e dal trap ed è basato su un campionamento del brano All That She Wants degli Ace of Base. Il testo tratta invece in maniera ironica una relazione adolescenziale tutta costruita sulla rete sociale, tenuta lontano dalla vita reale.
Il singolo è stato presentato per la prima volta dal vivo dai due rapper in occasione della loro esibizione al Summer Festival 2016. Nel 2023 il brano è tornato popolare in Italia grazie a un trend divenuto virale sulla piattaforma TikTok, tornando in Top 10 nella Top Singoli stilata da FIMI.

## Video musicale
Il video, diretto da Fabrizio Conte, è stato presentato il 12 luglio 2016 attraverso il sito di Rolling Stone Italia.
Il videoclip è stato girato presso Trancoso, in Brasile, durante le sessioni di scrittura dell'album.

## Classifiche
| Classifica (2023) | Posizione massima |
| ----------------- | ----------------- |
| Italia            | 6                 |